# Diera-Zehren
Diera-Zehren – miejscowość i gmina w Niemczech, w kraju związkowym Saksonia, w okręgu administracyjnym Drezno, w powiecie Miśnia, po obu stronach Łaby.